# Первая группа когомологий
Первая группа когомологий топологического пространства — абелева группа, состоящая из аддитивных целозначных функций на первой группе гомологий этого пространства. Она является простейшим вариантом групп когомологий — одного из центральных понятий теории гомологий и алгебраической топологии.

## Определение
Первой группой когомологий топологического пространства {\displaystyle X} называется группа гомоморфизмов
{\displaystyle H^{1}(X):={\rm {Hom}}(H_{1}(X),\mathbb {Z} )},
где {\displaystyle H_{1}(X)} — его первая группа гомологий.

## Свойства
Первая группа когомологий компактного пространства является конечно порождённой. Она тривиальна тогда и только тогда, когда первая группа гомологий этого пространства конечна.
Первые группы когомологий гомеоморфных или гомотопически эквивалентных пространств изоморфны.

### Функториальность
Сопоставление {\displaystyle X\to H^{1}(X)} продолжается до функтора из категории топологических пространств в категорию абелевых групп, причем контравариантного. А именно, каждому непрерывному отображению {\displaystyle f\colon X\to Y} сопоставляется гомоморфизм {\displaystyle f^{*}\colon H^{1}(Y)\to H^{1}(X)}, где образ {\displaystyle f^{*}(\varphi )\colon H_{1}(X)\to \mathbb {Z} } гомоморфизма {\displaystyle \varphi \colon H_{1}(Y)\to \mathbb {Z} } определяется правилом
{\displaystyle [a]\mapsto \varphi ([f(a)])},
где символ {\displaystyle [a]} обозначает гомологический класс одномерного цикла {\displaystyle a}.
Иными словами, данный функтор является композицией {\displaystyle X\mapsto H_{1}(X)\mapsto H^{1}(X)} ковариантного функтора первой группы гомологий и контравариантного hom-функтора, представленного группой {\displaystyle \mathbb {Z} }.
Если два отображения {\displaystyle f,g\colon X\to Y} гомотопны, то они индуцируют одинаковые гомоморфизмы первых групп когомологий: {\displaystyle f^{*}=g^{*}}. В связи с этим сопоставление {\displaystyle X\to H^{1}(X)} продолжается до контравариантного функтора из гомотопической категории в категорию абелевых групп.

## Связь с фундаментальной группой
Если {\displaystyle X} линейно связно, его первая группа гомологий изоморфна абелианизации его фундаментальной группы. В этом случае, согласно универсальному свойству абелианизации, имеется изоморфизм групп гомоморфизмов:
{\displaystyle H^{1}(X)\cong {\rm {Hom}}(\pi _{1}(X),\mathbb {Z} )}.

## Связь с отображениями в окружность
Каждое непрерывное отображение {\displaystyle f\colon X\to S^{1}} индуцирует гомоморфизм фундаментальных групп:
{\displaystyle f_{*}\colon \pi _{1}(X)\to \pi _{1}(S^{1})\cong \mathbb {Z} }.
Следовательно, если пространство {\displaystyle X} линейно связно, оно определяет элемент первой группы когомологий: {\displaystyle f_{*}\in {\rm {Hom}}(\pi _{1}(X),\mathbb {Z} )\cong H^{1}(X)}. Поскольку гомотопные отображения индуцируют одинаковые гомоморфизмы, данная конструкция задаёт функцию
{\displaystyle [X,S^{1}]\to H^{1}(X)}
из множества гомотопических классов отображений {\displaystyle X\to S^{1}} в первую группу когомологий пространства {\displaystyle X}. Она биективна, поскольку для окружности, как и для любого пространства Эйленберга-Маклейна, подобная конструкция осуществляет взаимно-однозначное соответствие между гомотопическими классами отображений {\displaystyle X\to K(G,1)} и гомоморфизмами {\displaystyle \pi _{1}(X)\to G}.
Имеется следующее описание прообраза сложения из первой группы когомологий {\displaystyle H^{1}(X)} в множестве {\displaystyle [X,S^{1}]} гомотопических классов. Для {\displaystyle f,g\colon X\to S^{1}} определим отображение {\displaystyle f\ast g\colon X\to S^{1}} правилом
{\displaystyle x\mapsto f(x)\times g(x)},
где {\displaystyle \times } — стандартная групповая операция на окружности. Тогда {\displaystyle (f\ast g)_{*}=f_{*}+g_{*}}.